# Helcostizus tibialis
Helcostizus tibialis là một loài tò vò trong họ Ichneumonidae.